# Escudo de Pablo VI
El escudo de armas de Pablo VI es un símbolo heráldico utilizado para representarle desde su elección como pontífice.

## Historia
El escudo se encuentra formado por el blasón familiar de Giovanni Battista Montini, futuro Pablo VI.
La familia Montini remonta sus orígenes hasta, al menos, el siglo XVI. Pertenecía a la pequeña nobleza de la ciudad de Brescia.
Hacia 1953, recién nombrado Montini como arzobispo de Milán, se le dedicó un opúsculo sobre sus armas familiares y orígenes genealógicos.
Estas armas han sido utilizadas en distintos elementos arquitectónicos y artísticos relacionados con el pontífice, incluso tras su muerte en 1978.

## Descripción
El blasón se encuentra descrito como:

De gules, un monte de seis cimas de plata moviente surmontado de tres flores de lis de lo mismo mal ordenadas
Como fue tradicional en la heráldica pontificia el blasón se coronaba con la tiara papal y tras el se disponían las llaves de San Pedro.

El lema de Pablo VI se disponía bajo el escudo:
In nomine Dominis (en español, en el nombre de Dios)